# 洞阔尔·罗布森普楞赖丹陛加勒森
洞阔尔·罗布森普楞赖丹陛加勒森（1943年—1955年）法名“罗布森普楞赖丹陛加勒森”，蒙古族，内蒙古达茂旗人，第七世（不计追认）洞阔尔活佛。

## 生平
第七世洞阔尔活佛乃经过青海塔尔寺确定为转世灵童，1951年被请入五当召内，随六世洞阔尔活佛的经师学习识字并读佛教经文。1955年，洞阔尔活佛圆寂，寿13岁。此后，五当召直到2006年10月才又有了第八世洞阔尔活佛。